# 東宝名人会
東宝名人会（とうほうめいじんかい）は、東宝が東京で手掛けていた演芸公演、および興行。1934年の第1回から2005年の第1260回まで続いた。主に日比谷の東京宝塚劇場5階に設置された東宝演芸場で開催されていた。

## 概要
1934年8月、東宝創業者の小林一三は東京宝塚劇場支配人の秦豊吉（のち東宝社長）に対し、「名人座設立の趣意」なる企画書を手交。これを受けて、同年9月21日、東京宝塚劇場5階に東宝小劇場が開場し、第1回名人会が行われた。丸の内で一流芸人の芸を堪能できたこの名人会は盛況の内に終わったが、落語家団体が結託して「東宝の名人会に出る者は寄席に出さない」とした規約を作ったため、暫くの間殆どの落語家・講談師の出演が不可能となってしまった。このような苦境も、団体を脱退してまで出演する落語家が相次いだため、先のような規約はなくなり、一年後の第13回公演は東西の一流寄席芸人が多数出演した。
1938年9月に東宝小劇場に常設興行場の許可が下りたため、これまで月一回10日間の公演であったものを他の寄席に合わせて上席（1〜10日）中席（11日〜20日）下席（21日〜30日）の月三回公演に切り替えた。

1941年6月、吉本興業と提携して東宝演芸が設立され、東宝の演芸は同社に移管した。この東宝演芸の手により、同年11月、日本劇場5階の日劇小劇場でも「日劇名人会」を開催。1942年3月には新宿帝都座演芸場が開場。11月には神田須田町の立花亭が東宝傘下に入り、1943年3月には神楽坂演舞場も東宝の演芸場になって、これら各演芸場や東宝系各劇場の短期プログラムの一部として東宝演芸の手による名人会は開催されていた。
1944年4月、東京宝塚劇場は風船爆弾工場に使用するために接収されることになり、名人会は中断。都内各地の東宝系演芸場も空襲の被害に遭い、閉鎖された。東宝演芸も自然消滅の形となった。

戦後も引き続き進駐軍が東京宝塚劇場を接収したため、名人会は日劇小劇場で行われてきたが、1952年に日劇ミュージックホールに転換するため、以降会場を帝国劇場などに移し、不定期に開催されることになった。

1955年4月、東京宝塚劇場が接収解除となる。8月には従来の東宝小劇場を東宝演芸場に改称し、改装の上で再開場。以降、戦前同様に月三回公演を行った。
協会の垣根を越え、東西の一流芸人が一堂に会する東宝名人会は、まさに「演芸の殿堂」と呼ぶに相応しいプログラムであった。所属団体の都合で寄席に出られない漫才師やコメディアン、ボードビリアンたちや、売れ過ぎて最早テレビでしか見ることのできなくなっていた人気芸人も東宝名人会には出演した。
1980年8月、再び日劇ミュージックホールに追いやられる形で東宝演芸場は閉鎖され、定期公演としての東宝名人会は第905回の「東宝演芸場お名残番組」をもって終了した。
以降は場所を同じ日比谷の芸術座に移し、本公演の合間を縫って不定期に夜1日公演で行われていた。しかし、芸術座の入る東宝ビルの再開発に伴い芸術座が閉鎖されることとなり、2005年2月10日に第1260回「さよなら芸術座 お名残公演」をもって打ち切られた。当日の番組は、古今亭菊之丞『棒鱈』、桂歌丸『お見立て』、内海桂子の三味線漫談、北見マキの和妻、三遊亭圓歌『中沢家の人々』という、落語協会・落語芸術協会・日本奇術協会・漫才協会の4団体の会長（当時）が揃う豪華なものとなった。

## 備考
- 1969年4月、大阪において阪急阪神東宝グループのコマ・スタジアムが梅田OSミュージックホール跡に「トップホットシアター」を開設し、1976年まで演芸興行を行っていたが、これは本項における東宝の一連の演芸興行とは無関係である。
- 東宝演芸場の楽屋に置かれていたとされる将棋盤を、2005年、演芸資料のコレクターである4代目桂文我が入手した。表面以外の5面には、出演した芸人による筆と墨によるサインの寄せ書きがある[2]。

## CD
東宝名人会の高座を音源として発売されたもの。
- 志ん朝 東宝（2016年4月、ソニーミュージックダイレクト・来福）[3] ※CD11枚＋特典CDセット
- 落語傑作選 東宝名人会（ユーキャン) [4]　※CD15枚セット
- 東宝名人会 立川談志大全集（2016年11月、ユーキャン)　※CD14枚+特典DVDセット[5][6]
- ユーキャン 特撰落語シリーズ 東宝名人会（ユーキャン）[7] ※各CD2枚組
  - 東宝名人会 五代目三遊亭圓楽（2017年12月）
  - 東宝名人会 三代目三遊亭圓歌（2017年12月）
  - 東宝名人会 八代目橘家圓蔵（2017年12月）
  - 東宝名人会 五代目春風亭柳昇（2017年12月）
  - 東宝名人会 五代目柳家小さん（2019年2月）
  - 東宝名人会 七代目立川談志（2019年2月）
  - 東宝名人会 十代目桂文治（2019年4月）
  - 東宝名人会 二代目古今亭圓菊（2019年4月）

## 関連書籍
- 道江達夫著『昭和芸能秘録 東宝宣伝マンの歩んだ道』（2001年8月、中公文庫） ISBN 4122038766[8]

著者（1920年 - 2004年8月29日）は1946年に東宝入社。宣伝関連の部署を経て、1975年から東宝演芸場支配人・東宝名人会番組制作プロデューサーを務めた。2000年に『芸能サラリーマン双六』として自費出版で発行したものの文庫版。
- 清水一朗著『昭和の落語家群像 有楽町界隈の十年』（2017年11月、青蛙房） ISBN 9784790502821

著者は宇都宮市在住の歌舞伎・落語研究家、落語作家。第三章「東宝演芸場」に昭和30年代の同所で行われた勉強会の記録と思い出話が綴られている。
- 秦豊吉著『私の演劇資料 第1冊 昭和の名人会 昭和九年より同十九年までの東宝名人会』（1953年、私家版）